# Peter Zimmermann (Maler)
Peter Zimmermann (* 1941 in Bremen; † 17. Oktober 2007 in Osterholz-Scharmbeck) war ein deutscher Maler und Radierer.

## Leben und Werk
Peter Zimmermann, in der Hansestadt Bremen geboren und in Alfeld an der Leine aufgewachsen, absolvierte eine Ausbildung zum Gebrauchsgrafiker an der Bremer Kunstschule. Ernüchtert vom Alltag einer Werbeagentur in Düsseldorf, wurde das Künstlerdorf Worpswede mit seinem lebendigen Kosmos zur entscheidenden Station auf seinem Weg zum freischaffenden Maler und Radierer. Als solcher lebte er ab 1984 im nahen Osterholz-Scharmbeck. 
Die Gemälde folgten zunächst dem Vorbild des Vaters Erich Zimmermann, der regionaltypische Landschaftsdarstellungen in der Tradition der Worpsweder Gründergeneration schuf. Nach Abschluss dieser Werkgruppe stand die Malerei im Kontext zu den akribischen, technisch brillanten Farbradierungen, die Peter Zimmermanns eigentliche Passion waren und sein Hauptwerk ausmachen.
Zimmermanns Kunst ist geprägt vom erwachenden umweltpolitischen Bewusstsein seiner Zeit. Durchgängiges Thema der sowohl gegenständlich als auch surreal und zuletzt abstrakt formulierten Arbeiten ist die kritische Auseinandersetzung mit dem Verhältnis von Mensch-Natur-Umwelt.
Vordergründige Ästhetik mischt sich mit bewusster Parteinahme für das Einfordern von natürlichen Lebensräumen und Schutzgebieten für die heimische Teufelsmoor-Landschaft.
Neben seiner eigenen künstlerischen Tätigkeit engagierte sich Peter Zimmermann über viele Jahre an der Spitze des Kunstvereins Osterholz e. V., dessen Mitbegründer er war. Das historische Ambiente der Galerieräume auf Gut Sandbeck bot auch ihm selbst eine Bühne für diverse Einzel- und Gemeinschaftsausstellungen. 

## Ausstellungen (Auswahl)
- 1977: Die längste Galerie durch  Osterholz-Scharmbeck. Peter Zimmermann als Initiator und Künstler für die Aktion: 120 Schaufenster in 80 Geschäften
- 1986: Galerie am Jungfernstieg, Berlin-Lichterfelde
- 1987: Anifer Kulturkreis, Anif bei Salzburg
- 1987: Galeria P.P. Sztuka Polska, Gdańsk/Danzig, Polen
- 1991: Kloster unser Lieben Frauen, Magdeburg
- 1997: Galerie der Künstler, Bratislava, Slowakei
- 2006: Peter Zimmermann zum 65., Worpsweder Kunsthalle Friedrich Netzel
- 2006: Overbeck-Museum, Bremen-Vegesack
- 2007: Große Kunstschau Worpswede, Kulturstiftung des Landkreises Osterholz
- 2007: Schloss Schönebeck, Bremen-Nord
- 2009: Gedenkausstellung, Kunstverein Osterholz, Gut Sandbeck
- 2013: Palais Rastede, Oldenburg i. O.

## Auszeichnungen
- 1980: Förderpreis Kultur des Landkreises Osterholz (2 Ankäufe)
- 1986: Förderpreis Kultur des Landkreises Osterholz (1 Ankauf)
- 1993: Kulturpreis der Volksbank Osterholz, Osterholz-Scharmbeck
- 1997: Förderpreis Kultur des Landkreises Osterholz (1 Ankauf)
- 1998: Verdienstmedaille des Verdienstordens der Bundesrepublik Deutschland
- 2010: Posthume Ehrung durch Vergabe eines Straßennamens in Osterholz-Scharmbeck